# 尊智

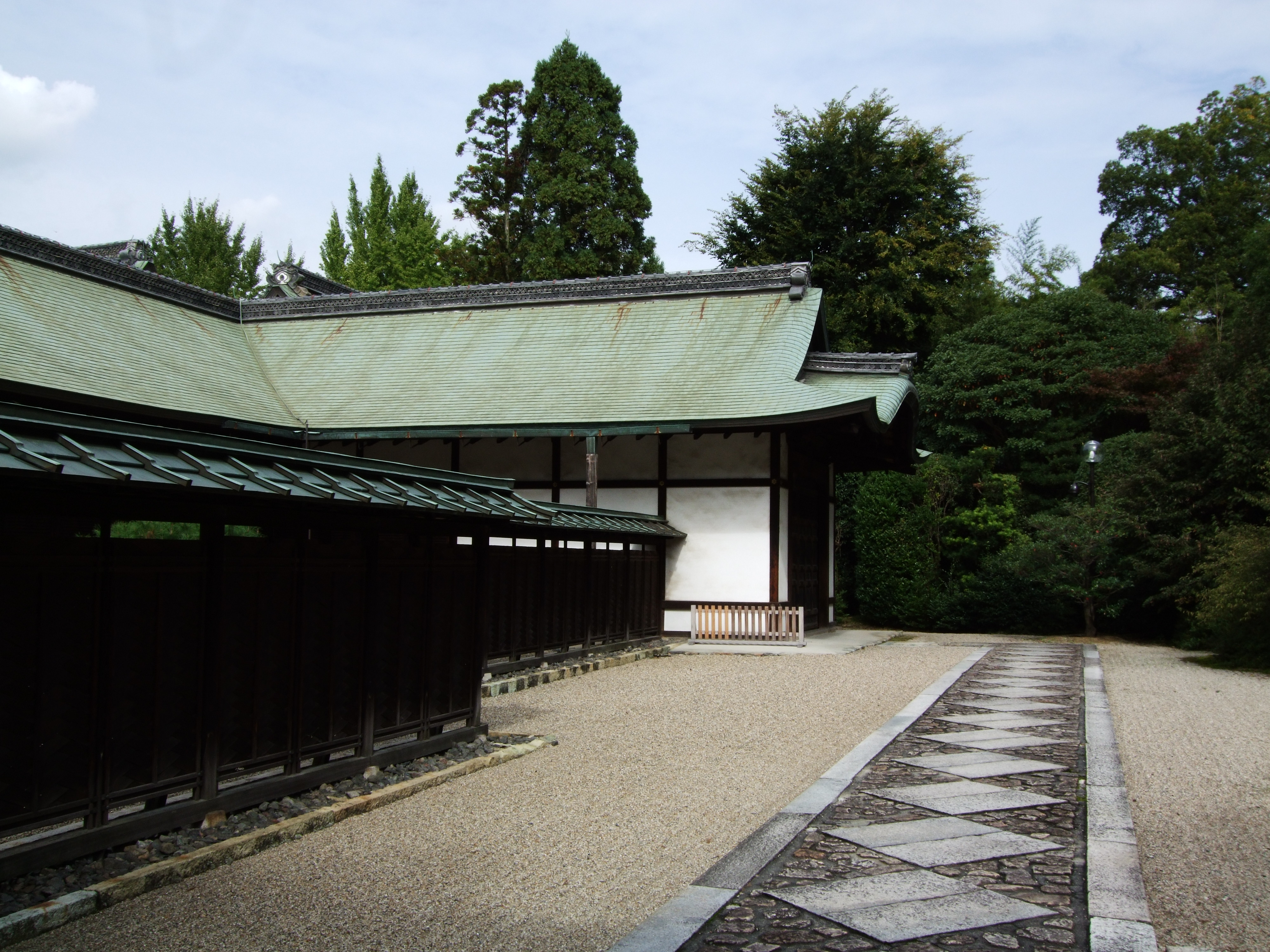
唐招提寺に残る興福寺一乗院の遺構

尊智（そんち、生没年不明）は、鎌倉時代の絵仏師。大輔房と号した。南都絵所座の一つ松南院座の祖。興福寺一乗院に所属し名所絵や仏画を描き法眼となった。弟子に重命（朝命）、怪智、命尊等がいる。

## 現存作品
- 「聖徳太子勝鬘経講賛図」法隆寺、1222年（承久4年）

### 尊智作とする説がある作品
- 「十六善神」東京国立博物館、1225年（元仁2年）